# سيسيل ميشيل
سيسيل ميشيل (بالفرنسية: Cécile Michel)‏ هي عالم آشوريات فرنسية، ولدت في 20 أبريل 1962 في نويي-سور-سين في فرنسا.